# Operazione Biancaneve

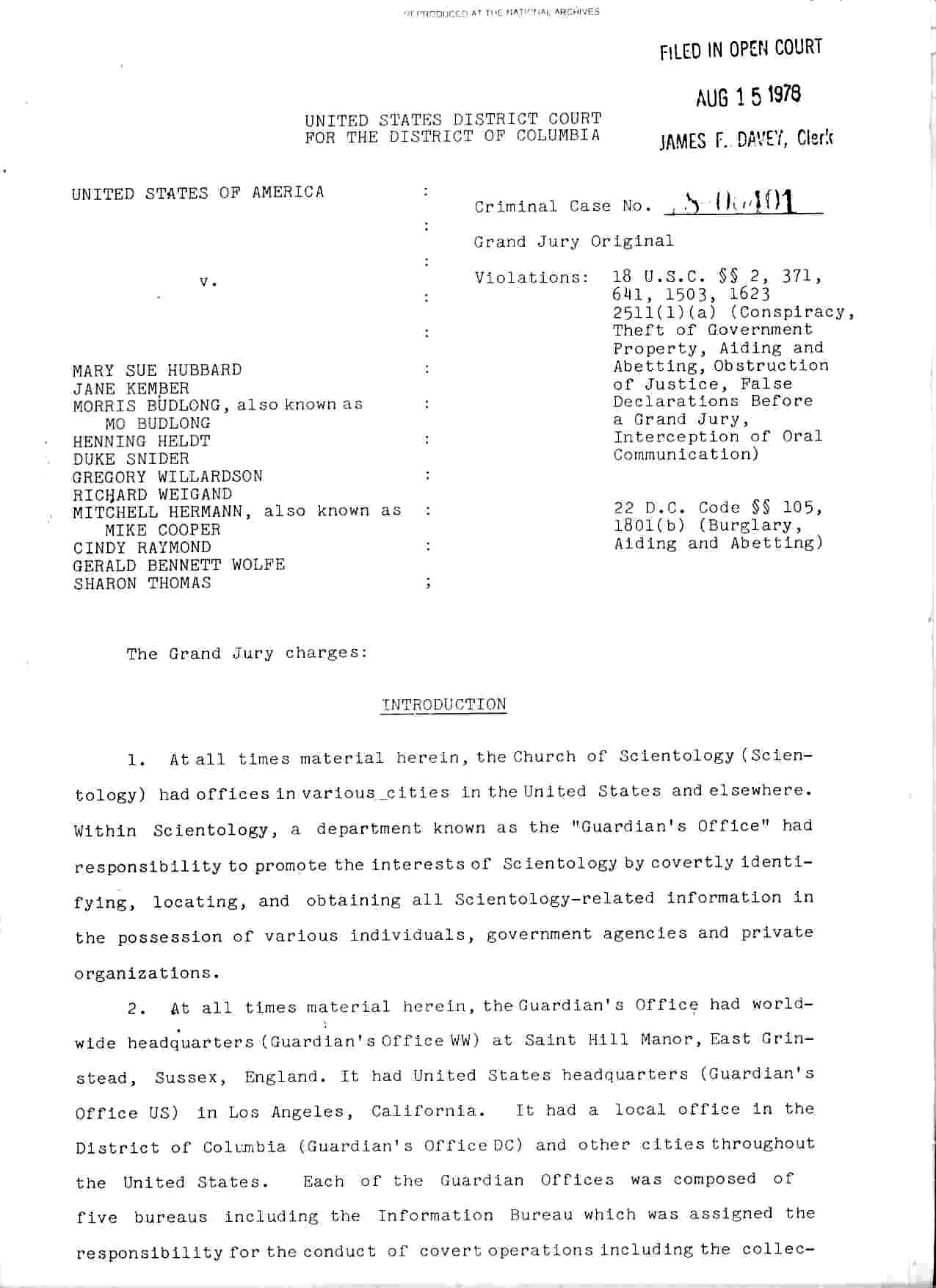
Grand Jury Charges, Introduction, "United States of America v. Mary Sue Hubbard", United States District Court for the District of Columbia, 1979.

Operazione Biancaneve era il nome di un progetto pianificato negli anni settanta da Scientology per eliminare dei documenti compromettenti riguardo all'organizzazione e al suo fondatore L. Ron Hubbard. Questo progetto includeva una serie di infiltrazioni e di furti da 136 agenzie governative, ambasciate straniere e consolati, come organizzazioni private critiche nei confronti di Scientology, effettuate dagli stessi membri; è stata la più grande infiltrazione della storia nel governo degli Stati Uniti d'America con almeno 5.000 agenti infiltrati. Questa fu anche l'operazione che mise in luce l'Operazione Freakout, dato che fu questo fatto a portare il governo a investigare su Scientology.
In questo programma, gli agenti di Scientology hanno effettuato infiltrazioni, intercettazioni telefoniche e furto di documenti dagli uffici del governo, in particolare quelli del Servizio Entrate Fiscali degli Stati Uniti. Undici dirigenti altolocati della chiesa, comprendenti Mary Sue Hubbard (moglie del fondatore L. Ron Hubbard e seconda in comando dell'organizzazione), si sono dichiarati colpevoli o sono stati accusati in una corte federale di ostacolo alla giustizia e furto di documenti e proprietà del Governo. Il caso era Stati uniti contro Mary Sue Hubbard et al., 493 F. Supp. 209 (Corte Distrettuale degli Stati Uniti per il Distretto della Columbia, 1979).

## Il Programma
Il "Programma Biancaneve" fu scritto da L. Ron Hubbard allo scopo di ridurre o eliminare i rapporti sfavorevoli su Scientology, Scientology, e Hubbard stesso, specialmente quelli in possesso di agenzie governative come il Servizio Entrate Fiscali degli Stati Uniti e organizzazioni come l'Interpol. Hubbard stesso fu nominato dall'accusa come "co-cospiratore indiretto" per il suo ruolo nell'operazione; la documentazione sul suo coinvolgimento è molto ampia, anche se molti scientologisti affermano che le sue direttive furono travisate dai suoi seguaci.
I documenti di Scientology noti come "Bersagli Operativi Biancaneve" descrivono le agenzie da colpire. Altri elementi dell'operazione includevano richiedere a governi e Nazioni Unite di accusare i governi critici di Scientology di genocidio, secondo la teoria che criticare ufficialmente il gruppo costituiva "infliggere deliberatamente al gruppo condizioni di vita calcolate a causarne la distruzione fisica".

## Risultati dell'investigazione
Le irruzioni dell'FBI nelle proprietà di Scientology nel 1977 non solo rinvenne dei documenti sulle attività illegali del gruppo contro il governo degli Stati Uniti, ma anche attività illegali portate avanti contro altri nemici percepiti da Scientology, come l'"Operazione Freakout", una cospirazione per incastrare l'autrice Paulette Cooper con accuse di false minacce di bombe, e cospirazioni per incastrare Gabe Cazares, sindaco di Clearwater (Florida), con false accuse di pirateria stradale.

## Parti coinvolte
Mary Sue Hubbard, Cindy Raymond, Gerald Bennett Wolfe, Henning Heldt, Duke Snider, Gregory Willardson, Richard Weigand, Mitchell Herman, Sharon Thomas, Jane Kember, e Mo Budlong, tutti scientologisti di alto grado, furono accusati e incarcerati per cinque anni, mentre Kendrick Moxon fu elencato come un "co-cospiratore indiretto" per aver fornito dei falsi campioni di scrittura all'FBI. Nel 1999, Moxon era il principale avvocato di Scientology. L. Ron Hubbard stesso fu nominato dall'accusa un "co-cospiratore indiretto."

## Effetti dello scandalo
La chiesa è stata notevolmente riluttante a discutere i dettagli dell'operazione; tipicamente le affermazioni dei membri sono vaghi commenti dicendo che il Guardian's Office è stato "infiltrato" e "configurato" per fallire la sua missione di proteggere la Chiesa, che le persone coinvolte sono state "epurate" dalla Chiesa, senza scendere in dettaglio su cosa sia successo effettivamente (anche se è stato suggerito che molti che furono coinvolti ed "epurati" siano rimasti in importanti posizioni di potere all'interno della Chiesa). Dei portavoce della Chiesa su Internet e altrove sono noti aver affermato che gli agenti di Scientology furono accusati di "aver rubato carta da fotocopie."

### Effetti in Canada
Come risultato dei documenti rubati da agenzie pubbliche e private in Canada e informazioni su altre attività segrete trovate nelle prove raccolte durante il caso dell'Operazione Biancaneve, si iniziò ad indagare sulla Scientology in Ontario. Questo risultò in un'ampia irruzione di polizia Scientology a Toronto, dal 3 marzo al 4 marzo 1983. Il caso della Regina contro Scientology di Toronto iniziò il 23 aprile 1991, risultante nell'arresto di molti membri, e due accuse di Abuso criminale della Fiducia Pubblica contro la chiesa stessa.  Scientology fu condannata a pagare 250.000 dollari di multa.